# William O. Cowger

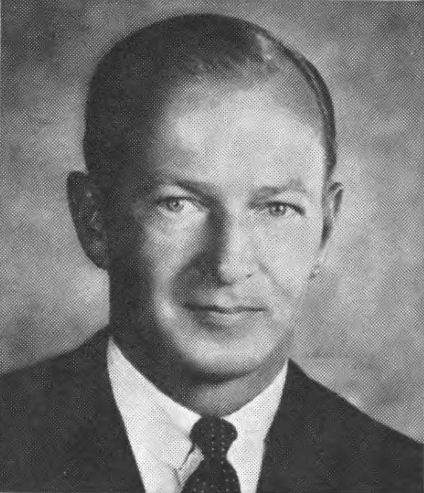
William O. Cowger (1969)

William Owen Cowger (* 1. Januar 1922 in Hastings, Nebraska; † 2. Oktober 1971 in Louisville, Kentucky) war ein US-amerikanischer Politiker. Zwischen 1967 und 1971 vertrat er den Bundesstaat Kentucky im US-Repräsentantenhaus.

## Werdegang
William Cowger besuchte zunächst die Hastings High School und studierte danach ein Jahr lang an der Texas A&M University. Danach setzte er seine Ausbildung an verschiedenen anderen Schulen fort. Unter anderem studierte er an der University of Louisville Politische Wissenschaften. Während des Zweiten Weltkrieges war er 20 Monate lang in der United States Navy. Dabei wurde er sowohl im atlantischen als auch im pazifischen Raum eingesetzt. Nach dem Krieg wurde er Leiter der Firma Thompson & Cowger Co., die Hypothekenkredite vergab. Im Jahr 1953 fungierte Cowger als Präsident der Junior Chamber of Commerce von Louisville. In den Jahren 1961 bis 1967 war er in mehreren Städtevereinigungen tätig. Politisch war er Mitglied der Republikanischen Partei, deren Staatsvorstand in Kentucky er angehörte. Zwischen 1961 und 1965 war er als Nachfolger von Bruce Hoblitzell Bürgermeister von Louisville.
Bei den Kongresswahlen des Jahres 1966 wurde Cowger im dritten Wahlbezirk von Kentucky in das US-Repräsentantenhaus in Washington, D.C. gewählt, wo er am 3. Januar 1967 die Nachfolge von Charles R. Farnsley antrat. Nach einer Wiederwahl im Jahr 1968 konnte er bis zum 3. Januar 1971 zwei Legislaturperioden im Kongress absolvieren. Diese waren vom Vietnamkrieg und den Ereignissen um die Bürgerrechtsbewegung geprägt. Im Jahr 1967 wurde der 25. Verfassungszusatz ratifiziert.
Bei den Wahlen des Jahres 1970 unterlag William Cowger dem Demokraten Romano L. Mazzoli. Danach setzte er seine geschäftliche Laufbahn in Louisville fort. Dort starb er bereits Anfang Oktober 1971, weniger als ein Jahr nach dem Ende seiner Zeit im US-Repräsentantenhaus.